# Neperigea albimaculata
Neperigea albimaculata là một loài bướm đêm trong họ Noctuidae.